# Tatra 23
A Tatra 23, vagy T23 csehszlovák tehergépkocsi, melyet a kopřivnicei Tatra autógyár gyártott 1926–1931 között.

## Története
Hans Ledwinka tervezte. Az első prototípusa ugyan már 1923-ban elkészült, de csak 1926-ban kezdődött el a gyártása. Ez volt a Tatra első tehergépkocsija, amelynél a Tatra-koncepció alapján központi gerincvázas alvázat alkalmaztak.
A platós kivitelen kívül többféle változata is készült, többek között tartálykocsi és autóbusz is.
A Csehszlovák Hadsereg 1928-ban átvett egy példányt tesztelésre, de a jármű terepjáró képessége elmaradt a várakozásoktól, ezért a hadsereg nem rendelt a típusból.
Továbbfejlesztett, hattengelyes (4×6-os hajtásképletű), jobb terepjáró képességekkel rendelkező változata a Tatra 24.